# 史悠明

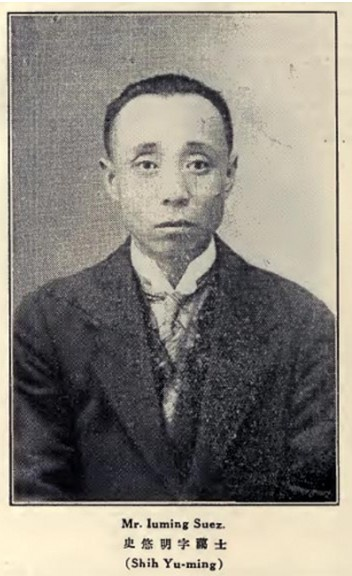
《中国名人录（第三版）》中的史悠明照片

史悠明（英語：Iuming C.Suez，1881年—1940年），字蔼士，浙江省宁波府鄞县人。中华民国早期外交家、政治家、作家。

## 生平
1881年，史悠明生于鄞县(宁波)。幼年在家乡入读教会传教士协会日校（Church Missionary Society Day School）。他在三年内随一位私塾塾师学习了中国传统经典。1893年，史悠明入读上海中西书院（Anglo-Chinese College），在此学习半年。随后他转入上海的英国中学（English High School，中文原名待查）。1895年，史悠明入读上海圣约翰书院（上海圣约翰大学），1901年2月毕业。
毕业后，史悠明担任上海格致书院校长（Headmaster of the Chinese Polytechnic Institution, Shanghai）两年。1903年，出任上海公共租界工部局（Shanghai Municipal Council）翻译及华人股长（Chief Chinese Clerk），在此任职七年后辞职离去。1910年至1911年，史悠明从事商务。1911年秋，史悠明成为西藏江孜邮电局（Posts and Telegraphs at Gyangtse）的英文秘书及监督。后来，升任江孜汉人贸易代理（Chinese trade agent of Gyangtse），并兼任江孜关（Gyangtse Trade Mart）监督。数月后，当地汉人驻军发生哗变。随后中国内地爆发辛亥革命，最终成立中华民国。通过史悠明，已经停止叛乱的当地汉人叛军被遣送回汉地。史悠明成为最后一位离开西藏前哨的人。史悠明在西藏的这段经历成为他个人生活中最激动人心的一段，他和许多英国贸易代理都建立了良好的关系。
离开西藏之后，史悠明赴英属印度的东孟加拉的噶伦堡执行特殊使命。在1913年西姆拉会议召开前，史悠明被北京政府召还北京，转入北京政府外交部任职。任佥事，外交部政务司下的界务科代科长。1918年，史悠明兼任江苏捕获审检厅（上海）（Shanghai Prize Court）评事。1918年3月，周襄（周家口-襄阳）铁路美国工程师凯尔（George A. Kyle）等在河南叶县遭土匪绑架，史悠明和丁家立（Charles Daniel Tenney）代表外交部和美国政府，负责营救，确保美国工程师等获释。1919年7月，史悠明获授四等嘉禾章。1919年8月，史悠明被任命为外交和领事服务委员会（Diplomatic and Consular Service Commission，中文原文待查）委员。
1920年6月，史悠明被任命为中国驻美国纽约总领事。1921年12月，被任命为中国驻巴拿马公使馆临时代办。1922年4月，被任命为中国驻巴拿马总领事。1922年11月，被任命为中国驻巴拿马公使馆一等秘書，并仍兼任临时代办、总领事。1923年8月，改任中国驻秘鲁公使馆一等秘書，并同时兼任临时代办。
1930年代，史悠明任青海柴达木盐务官员、国民政府实业部国煤救济委员会委员，中国煤油探矿公司筹备处代理人，与黄汲清及美国专家共事。1937年7月，受故交顾维钧（时任中国驻法国大使）之邀，史悠明出任西北地质矿产试探队队长。该队对中国西北石油资源进行了首次系统考察，促成了翁文灏主导的玉门油田开发。

## 著作
- 〔英〕愛特華斯，中國六十年戰史，史悠明、程履祥 譯校，上海：新中国图书社，1903年
- 史悠明，中藏界務意見書，1915年，铅印暨石印本
- 裴式楷，修改海關稅則與內地稅項問題，顾维钧、史悠明等译，外交部总务厅统计科，1914年
- 史悠明，条陈藏事说帖，清末民初，抄本
- 史悠明，史氏成语电码，史氏成语电码编辑社，1934年

## 家庭
- 长子史久荣（Albert Suez, 1903-1981），上海圣约翰大学学士、密歇根大学硕士，曾任信通和通用汽车公司工程师，清华大学教授、资源委员会委员、云南裕云机厂副厂长；青岛山东大学教授、山东交通厅工程师。配商务印书馆创始人夏瑞芳之女夏璐雅（Rhoda Loo-ya How, 1905-2006），生子史济良（Julian Suez）。史济良，德州大学毕业、麻省理工硕士；任IBM高级工程师；中国改革开放后IBM驻华代表。
- 次子史久华（Robert Suez, 1908-1984），北京燕京大学学士、密歇根大学硕士，曾任上海交通大学教授、南京交辎学校上校教官；1945年抗战胜利后辞军职在香港经商。配陈元素，生子史济康。
- 幼子史久光（Herbert Suez，1917-2011），西北工学院（焦作工学院）毕业，地质学家、石油工程师，中国石油钻井工程的开创者之一。大学毕业后到甘肃矿务局玉门油矿工作，对付井喷有方；1945-1948年奉派赴美学习石油技术、到各大石油公司和石油工具厂实习和研究[6]；首次带回、介绍美国石油学会(API)标准[7]。1949年后曾任克拉玛依油田总工程师[8]、大庆油田总工程师，中国海洋石油总公司（CNOOC）总地质师、顾问等职。[5]配崔越阿。
- 女儿史久贤，曾在北京斯里兰卡大使馆工作。[9]

## 延伸阅读
- 江孜關監督史悠明電稱印政府修路事抄送往來電文 （页面存档备份，存于），民國元年（1912年）12月，台北中央研究院近代史研究所藏，收入數位典藏與數位學習聯合目錄。
- 逃俘事 （页面存档备份，存于），史悠明（时任北京政府外交部僉事）会晤德國駐華使館參贊夏禮輔（德語：Emil Krebs），民國5年（1916年）2月，台北中央研究院近代史研究所藏，收入數位典藏與數位學習聯合目錄。
- 萬案委員明日南下 史悠明馮執正等 （页面存档备份，存于），1926年10月26日于北平，台北中央研究院近代史研究所藏，收入數位典藏與數位學習聯合目錄。

| 外交職務                                 | 外交職務                                                                       | 外交職務      |
| ---------------------------------------- | ------------------------------------------------------------------------------ | ------------- |
| 前任： 杨书雯                            | 中华民国驻巴拿马总领事 1921年11月—1921年12月                                   | 废止          |
| 新頭銜                                   | 中华民国驻巴拿马公使 1921年12月—1923年8月 （临时代办，1922年任命刁作谦为公使） | 繼任： 刁作谦 |
| 前任： 羅忠詒 （临时代办，夏诒霆任公使） | 中华民国驻秘鲁公使 1923年8月—？ （临时代办，夏诒霆任公使）                     | 繼任： 施肇常 |